# Elleanthus escobarii
Elleanthus escobarii är en orkidéart som beskrevs av Dodson. Elleanthus escobarii ingår i släktet Elleanthus och familjen orkidéer.
Artens utbredningsområde är Colombia. Inga underarter finns listade i Catalogue of Life.